# DR-Baureihe V 180
| DR-Baureihe V 180 Leuna 201–205, Buna 201–204 | DR-Baureihe V 180 Leuna 201–205, Buna 201–204                                                                 | DR-Baureihe V 180 Leuna 201–205, Buna 201–204                                                                 | DR-Baureihe V 180 Leuna 201–205, Buna 201–204                                                                 | DR-Baureihe V 180 Leuna 201–205, Buna 201–204                                                                 | DR-Baureihe V 180 Leuna 201–205, Buna 201–204                                                                 |
| --------------------------------------------- | --- | --- | --- | --- | --- |
| V 180 141                                     | | | | | |
| Hersteller:                                   | Lokomotivbau Karl Marx Babelsberg                                                                             | Lokomotivbau Karl Marx Babelsberg                                                                             | Lokomotivbau Karl Marx Babelsberg                                                                             | Lokomotivbau Karl Marx Babelsberg                                                                             | Lokomotivbau Karl Marx Babelsberg                                                                             |
| Anzahl:                                       | 2+85 | Umbau aus 118.0                                                                                               | 82 | 206 | Umbau aus 118.2–4                                                                                             |
| Nummerierung:                                 | V 180 001–087 118 003–087 –                                                                                   | – 118 503…587 228 505…586                                                                                     | V 180 101–182 118 101–182 228 104…182                                                                         | V 180 201–399 118 201–406 228 203…390                                                                         | – 118 601…806 228 601…806                                                                                     |
| Achsformel:                                   | B’B’ | B’B’ | B’B’ | C’C’ | C’C’ |
| Baujahre:                                     | 1960–1966 | 1960–1966 | 1960–1966 | 1966–1970 | 1966–1970 |
| Ausmusterung:                                 | bis 1998 (bei der DB AG)                                                                                      | bis 1998 (bei der DB AG)                                                                                      | bis 1998 (bei der DB AG)                                                                                      | bis 1998 (bei der DB AG)                                                                                      | bis 1998 (bei der DB AG)                                                                                      |
| Dienstmasse:                                  | 78,0 t | 79,3 t | 78,7 t | 93,6 t | 95,0 t |
| Achsfahrmasse:                                | 19,5 t | 19,8 t | 19,7 t | 15,5 t | 15,6 t |
| Motorentyp:                                   | 12KVD21 A-2                                                                                                   | 12KVD21 A-3                                                                                                   | 12KVD21 A-3                                                                                                   | 12KVD21 A-3                                                                                                   | 12KVD21 AL4                                                                                                   |
| Motorbauart:                                  | 2 × 12-Zylinder-V-Motor mit Abgasturbolader                                                                   | 2 × 12-Zylinder-V-Motor mit Abgasturbolader                                                                   | 2 × 12-Zylinder-V-Motor mit Abgasturbolader                                                                   | 2 × 12-Zylinder-V-Motor mit Abgasturbolader                                                                   | 2 × 12-Zylinder-V-Motor mit Abgasturbolader und Ladeluftkühler                                                |
| installierte Leistung:                        | 2 × 662 kW (2 × 900 PS)                                                                                       | 2 × 736 kW (2 × 1000 PS)                                                                                      | 2 × 736 kW (2 × 1000 PS)                                                                                      | 2 × 736 kW (2 × 1000 PS)                                                                                      | 2 × 883 kW (2 × 1200 PS)                                                                                      |
| Anfahrzugkraft:                               | 228 kN | 255 kN | 255 kN | 230 kN | 270 kN |
| Dauerzugkraft:                                | 124 kN | 160 kN | 163 kN | 154 kN | 178 kN |
| Leistungsübertragung:                         | hydrodynamisch                                                                                                | hydrodynamisch                                                                                                | hydrodynamisch                                                                                                | hydrodynamisch                                                                                                | hydrodynamisch                                                                                                |
| Länge über Puffer:                            | 19.460 mm | 19.460 mm | 19.460 mm | 19.460 mm | 19.460 mm |
| Breite:                                       | 3.020 mm | 3.020 mm | 3.020 mm | 3.020 mm | 3.020 mm |
| Höhe:                                         | 4.282 mm | 4.282 mm | 4.282 mm | 4.282 mm | 4.282 mm |
| Drehzapfenabstand:                            | 12.200 mm | 12.200 mm | 12.200 mm | 10.910 mm | 10.910 mm |
| Drehgestellachsstand:                         | 3.400 mm | 3.400 mm | 3.400 mm | 3.600 mm | 3.600 mm |
| Raddurchmesser:                               | 1.000 mm | 1.000 mm | 1.000 mm | 1.050 mm | 1.050 mm |
| Höchstgeschwindigkeit:                        | 120 km/h | 120 km/h | 120 km/h | 120 km/h | 120 km/h |
| Zugheizung:                                   | Dampfkessel Bauart „Köthen“                                                                                   | Dampfkessel Bauart „Köthen“                                                                                   | Dampfkessel Bauart „Köthen“                                                                                   | Dampfkessel Bauart „Köthen“                                                                                   | Dampfkessel Bauart „Köthen“                                                                                   |
| Bremsen                                       | Indirekte, einlösige, selbsttätige Einkammer-Druckluftbremse mit Hochabbremsung (Bauart Knorr) + Zusatzbremse | Indirekte, einlösige, selbsttätige Einkammer-Druckluftbremse mit Hochabbremsung (Bauart Knorr) + Zusatzbremse | Indirekte, einlösige, selbsttätige Einkammer-Druckluftbremse mit Hochabbremsung (Bauart Knorr) + Zusatzbremse | Indirekte, einlösige, selbsttätige Einkammer-Druckluftbremse mit Hochabbremsung (Bauart Knorr) + Zusatzbremse | Indirekte, einlösige, selbsttätige Einkammer-Druckluftbremse mit Hochabbremsung (Bauart Knorr) + Zusatzbremse |

Die Baureihe V 180 der Deutschen Reichsbahn (ab 1970 Baureihe 118, später DB-Baureihe 228) war die größte in der DDR gebaute Diesellok. Hersteller war der Lokomotivbau Karl Marx Babelsberg (LKM).
Die V 180 sollte den Traktionswechsel bei der Deutschen Reichsbahn beschleunigen und deshalb diverse Dampflokomotivbaureihen im Einsatz auf Hauptstrecken ersetzen.

## Geschichte
1953 beauftragte die Deutsche Reichsbahn die Vereinigung Volkseigener Betriebe des Lokomotiv- und Waggonbaus (LOWA) mit der Entwicklung moderner Dieselfahrzeuge. Das Pflichtenheft für diese Lokomotive enthielt folgende Vorgaben:
- Beförderung eines Zuges von 310 / 550 / 800 / 1100 t mit 120 / 100 / 80 / 65 km/h in der Ebene,
- Beförderung eines Zuges von 350 / 1000 t mit 60 / 25 km/h in einer Steigung von 1:100.[1]

Nachdem 1956 erste Entwürfe vorgelegt worden waren, wurde 1957 ein Konzept vorgestellt, das für den schweren Personenzug- und Güterzugdienst auf Hauptbahnen Lokomotiven mit Motoren von 1800 PS und 2000 PS vorsah.

### Prototypen
LKM stellte im Jahr 1959 mit der Achsfolge B’B’ die zwei Vorauslokomotiven V 180 001 und 002 fertig. Da die DDR-Industrie noch nicht in der Lage war, alle Bauteile für eine komplett selbstentwickelte Großdiesellokomotive herzustellen, besaßen die Loks ein Voith-Getriebe und wurden ohne Heizkessel geliefert. Sie besaßen eine Vielfachsteuerung von Brown, Boveri & Cie. Diese Lokomotiven wurden nicht von der DR übernommen und 1965 und 1966 im Werk Babelsberg verschrottet. Sie waren u. a. zu schwer.

### V 180.0
1961 bewilligte die staatliche Plankommission die Mittel für den Bau von 128 Maschinen. Zwei weitere Vorauslokomotiven (V 180 003 und 004) wurden 1962 gebaut. Bei diesen kam die elektrische Ausrüstung von LEW aus Hennigsdorf. Es folgte eine Kleinserie von fünf Lokomotiven sowie die erste Serienproduktion bis zur V 180 087 in den Jahren 1963–1965. Die Loks erhielten zwei 12-Zylinder-Kurzhub-Viertakt-Dieselmotoren des Typs 12 KVD 18/21 A-I in V-Anordnung mit einem Hubraum von ca. 64,12 l und einer Nennleistung von je 662 kW (900 PS) vom VEB Motorenwerk Johannisthal.

### V 180.1
Ab 1965 wurden stärkere Motoren mit 736 kW (1000 PS) eingebaut. Zur Unterscheidung wurden diese Lokomotiven als V 180.1 bezeichnet. Drei dieser Lokomotiven erhielten ab 1983 sogar Motoren mit 900 kW bzw. 1050 kW.

### V 180.2
Für den Einsatz auf Nebenbahnen mit einer zulässigen Achslast von 16 t wurde eine Version mit der Achsfolge C’C’ entwickelt. Im Jahr 1964 wurde V 180 201 noch mit zwei 662-kW-Motoren (900 PS) fertiggestellt. Ab 1966 folgten nach ausführlicher Erprobung ab V 180 203 insgesamt 205 Lokomotiven mit zwei 736-kW-Motoren (1000 PS), wobei die letzten unter der neuen Baureihenbezeichnung 118 ausgeliefert wurden. Ab der V 180 298 konnte ein Strömungsgetriebe aus DDR-Produktion vom VEB Turbinenfabrik Dresden eingebaut werden.

### 118.5
1979 bis 1987 wurden 52 Lokomotiven der ersten Serie, die seit 1970 als 118.0 bezeichnet wurden, mit neuen 12 KVD 18/21 A-3 (736 kW / 1000 PS) ausgerüstet. Bei sieben Lokomotiven war der Motor sogar auf 900 kW (1223 PS) eingestellt. Die umgebauten Lokomotiven wurden ab 1981 zur Baureihe 118.5 umgezeichnet.

### 118.6
1981 bis 1989 wurden 179 Lokomotiven der Baureihe 118.2–4 bei planmäßigen Untersuchungen mit 883 kW (1200 PS) starken Motoren ausgerüstet, sie erhielten jeweils eine um 400 erhöhte Ordnungsnummer.

## Aufbau
Die Lok besitzt einen Leichtbaurahmen. Sie wurde anfangs in einer Version mit zwei zweiachsigen Drehgestellen gebaut. Da sich die Kraft von den unter den Führerständen angeordneten Getrieben am besten an der Stelle, wo sich die Drehzapfen befinden würden, auf die Drehgestelle übertragen ließ, hatte diese Variante keine Drehzapfen. Die Drehgestelle waren stattdessen über ein Hebelsystem (trapezförmige Spannbandanlenkung) am Rahmen befestigt. Die Primärfederung waren Gummischubfedern mit Metallzwischenlagen, die Sekundärfederung Blattfedern.
Die Lok hatte in der Mitte einen Heizkessel Bauart Köthen stehen, der auch in der DR-Baureihe V 100 Verwendung fand.

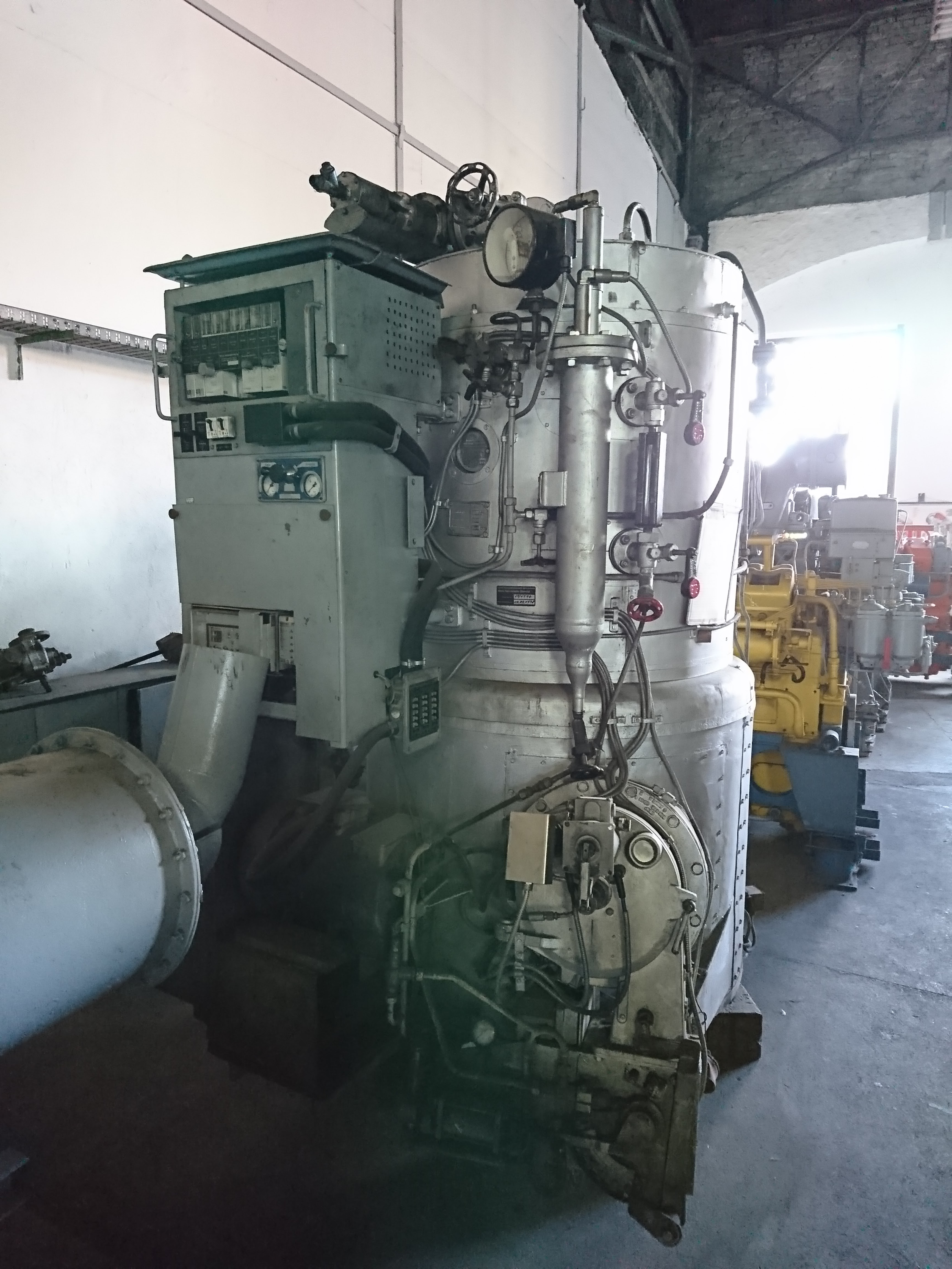
Zugheizkessel Bauart „Köthen“

Um diesen herum waren die Wasserbehälter und die Kühlanlagen für die beiden Dieselmotoren angeordnet, die sich hinter den Führerständen befanden. Unter den hoch angelegten Führerständen liegen die Drei-Wandler-Strömungsgetriebe für 120 km/h aus dem österreichischen Tochterunternehmen von Voith in St. Pölten. Hier sind die Lichtanlassmaschinen und die Lüfter-Generatoren angeflanscht. Die durch Elektromotoren angetriebenen Kompressoren befinden sich ebenfalls unter den Führerständen. Die Schaltschränke sind an den Rückwänden der Führerstände angeordnet.
Die sechsachsige Ausführung wurde ab Werk mit den weiterentwickelten Motoren 12KVD18/21-A3 mit 736 kW (1000 PS) ausgerüstet. Bei einem späteren Motorentausch erhielten alle Maschinen die nochmals leistungsgesteigerte Version 12KVD18/21-AL4 mit 883 kW (1200 PS) Leistung. Die dreiachsigen Drehgestelle haben Drehzapfen.
Die sechsachsigen Maschinen hatten nur noch zwei Maschinenraumfenster gegenüber den vier der vierachsigen Lokomotiven, die äußeren Fenster waren durch Mehrfachdüsen-Lüftungsgitter ersetzt worden.
Versuchsweise wurden in den 1980er Jahren hochaufgeladene Motoren der Bauart 12KVD18/21-AL5 mit je 1100 kW (1500 PS) Antriebsleistung eingebaut. Da die in der Erprobungsphase befindlichen Motoren unzuverlässig waren und man ohnehin mit den Baureihen 132 und 119 entsprechend leistungsstarke Lokomotiven zur Verfügung hatte, wurde von einem Serienumbau abgesehen.
Ab 1968 wurden – beginnend mit der V 180 300 – Strömungsgetriebe des VEB Strömungsmaschinen Pirna eingebaut.
Bei der DB wurden die Lokomotiven als Baureihe 228 geführt.

## Bauarten

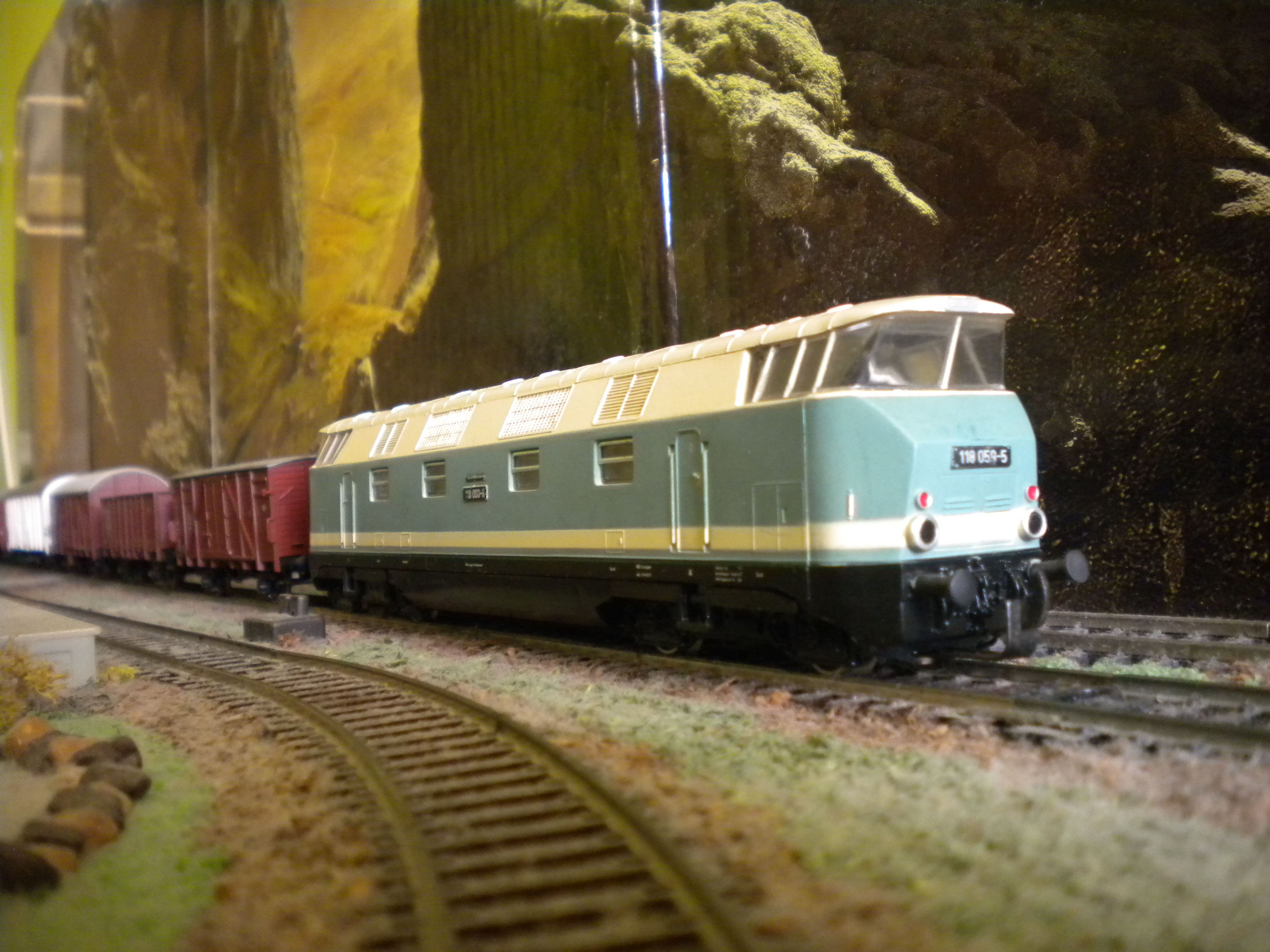
Modelldiesellok 118 059 der PIKO-Modellbahn

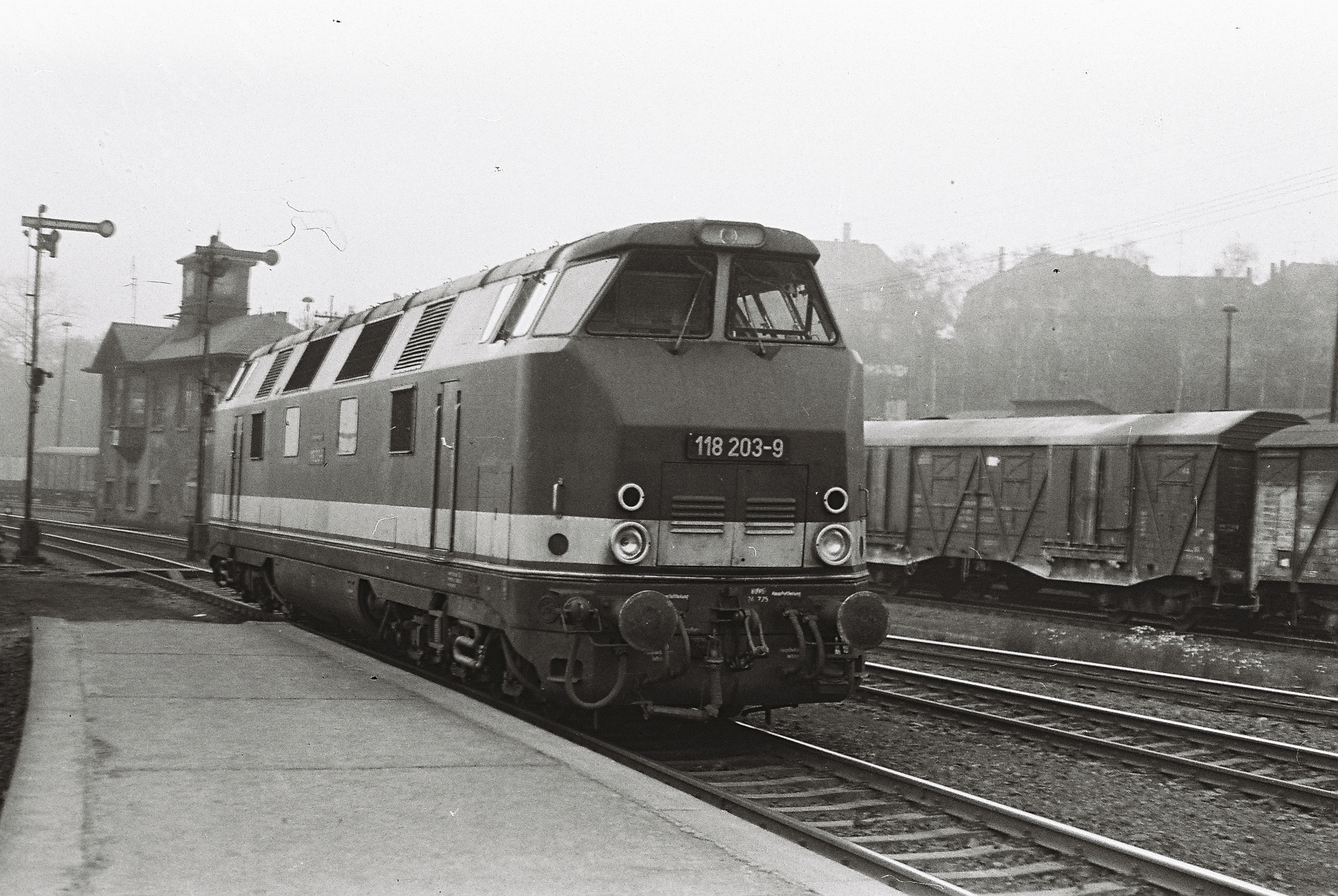
118 203 als sechsachsige Version mit Glasfaserkanzel

- Baumusterlokomotiven 001 und 002 (blieben Eigentum des Herstellers, wurden später zerlegt)
- Vorserie: 003 und 004 (später der Serienausführung angepasst)
- Kleinserie: 005 bis 009
- Die Loks 059, 131 und 203 erhielten eine Glasfaserkanzel mit eckigem Design und blendfreier Scheibe, um der Lokomotive ein „repräsentatives Aussehen“ zu verleihen.[1] (203 später der Serienausführung angepasst)
- Neun Werklokomotiven ab Herstellerwerk mit geänderter Getriebeübersetzung (Höchstgeschwindigkeit 100 km/h (Buna) und 85 km/h (Leuna)[2]) und mit Ballast-Gewichten statt des Heizkessels an Leuna- und Buna-Werke.

### Unterbaureihen
- 118.0 – vierachsige Ausführung, 2 × 662 kW (900 PS), 120 km/h
- 118.1 – vierachsige Ausführung, 2 × 736 kW (1000 PS), 120 km/h
- 118.2–4 – sechsachsige Ausführung, 2 × 736 kW (1000 PS), 120 km/h
- 118.5 – vierachsige Ausführung, umgebaut aus 118.0, 2 × 736 kW (1000 PS), 120 km/h
- 118.6–8 – sechsachsige Ausführung, umgebaut aus 118.2–4, 2 × 883 kW (1200 PS), 120 km/h
- 118 405 – sechsachsige Ausführung, 2 × 1030 kW (1400 PS) (2 × Dieselmotor des Typs 12 KVD 18/21 AL-4, Getriebe GSR 20/5,5 (1980) / GSR 30/5,7 (1984))
- 118 625 – sechsachsige Ausführung, 2 × 1104 kW (1500 PS) (2 × Dieselmotor des Typs 12 KVD 18/21 AL-4, Getriebe GSR 30/5,7)
- 118 124 – vierachsige Ausführung, 2 × 1104 kW (1500 PS) (2 × Dieselmotor des Typs 12 KVD AL 5, Getriebe GSR 30/5,7 mod.), 120 km/h

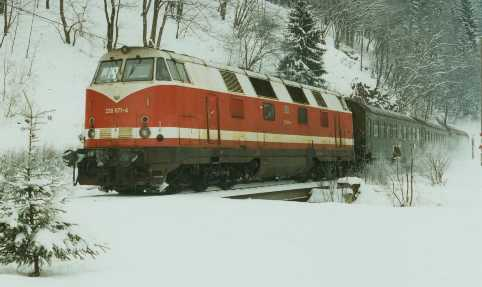
Unterbaureihe 118.2–4
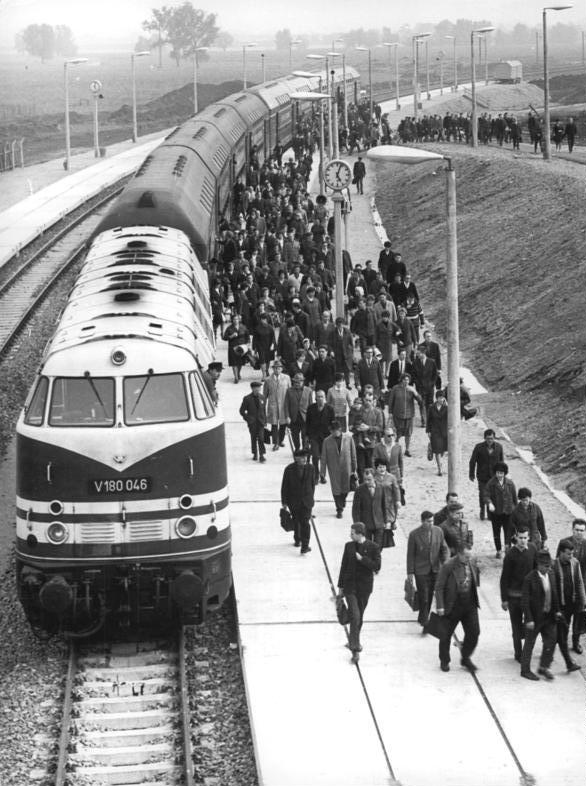
V 180 046 am 9. Juni 1967 in Halle-Neustadt
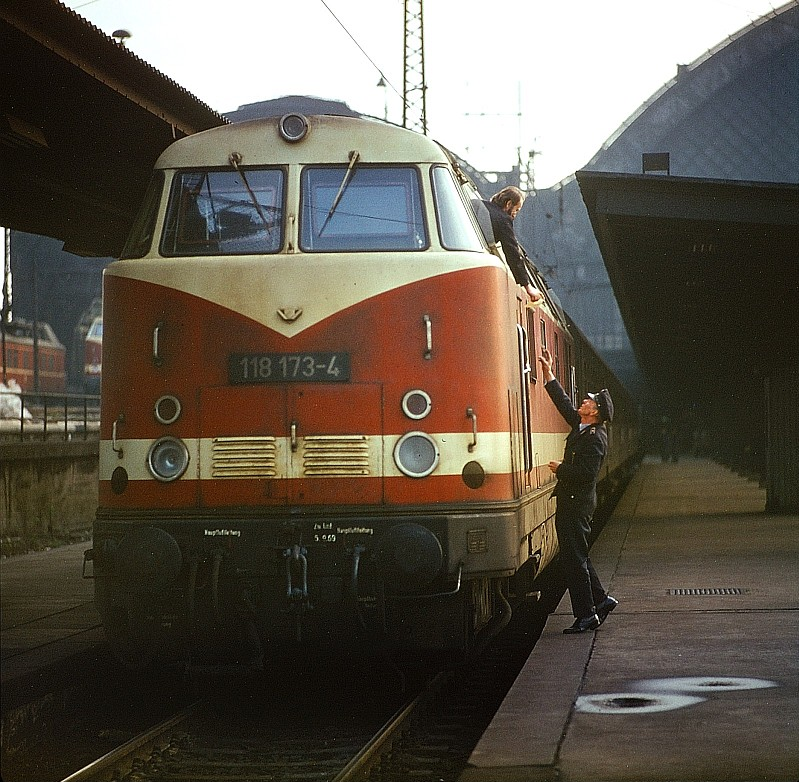
118 173-4 in Dresden Hauptbahnhof, 1972
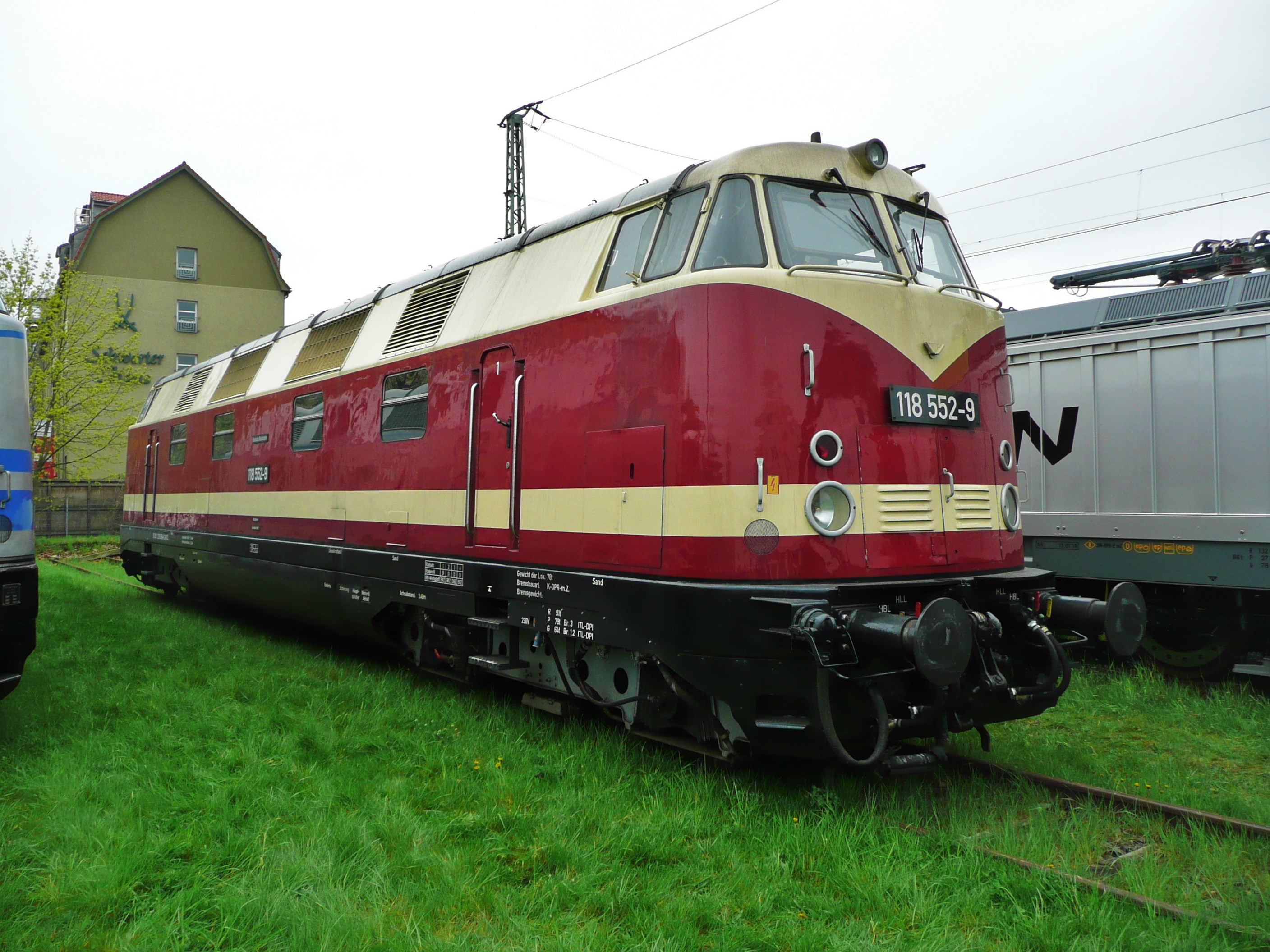
Regierungszuglok 118 552 beim Dampflokfest Dresden 2016

#### V 240 001

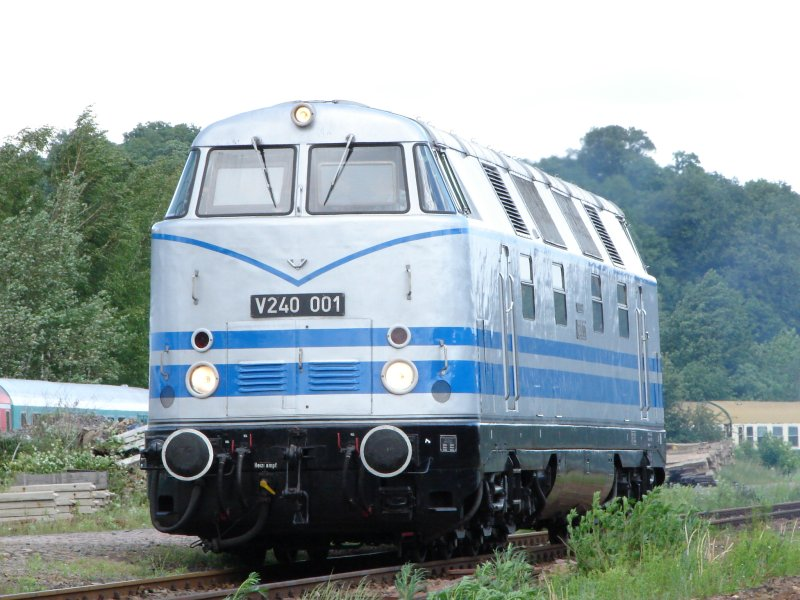
Prototyp V 240 001 mit 883-kW-Motoren

1965 wurde der Prototyp einer sechsachsigen Lokomotive mit zwei Motoren mit 883 kW (1200 PS) auf der Leipziger Frühjahrsmesse vorgestellt. Die Höchstgeschwindigkeit dieser Lokomotive betrug 140 km/h. Die Aufbauten entsprachen der V 180, allerdings waren die Führerstände aus glasfaserverstärktem Polyesterharz (GfP) und die Lackierung war in silbergrau gehalten. Bis 1968 fand eine Erprobung statt, trotz guter Zugkraft wurde ein Serienbau nicht vorgenommen. Nach längerer Abstellung wurde die bis dahin LKM gehörende Lok von der Deutschen Reichsbahn erworben, und im Bw Neustrelitz unter Verwendung von Unfalllokomotiven der Serienausführung angeglichen, auch die Höchstgeschwindigkeit wurde auf 120 km/h reduziert. Anschließend wurde sie als 118 202 geführt.

## Verwendung

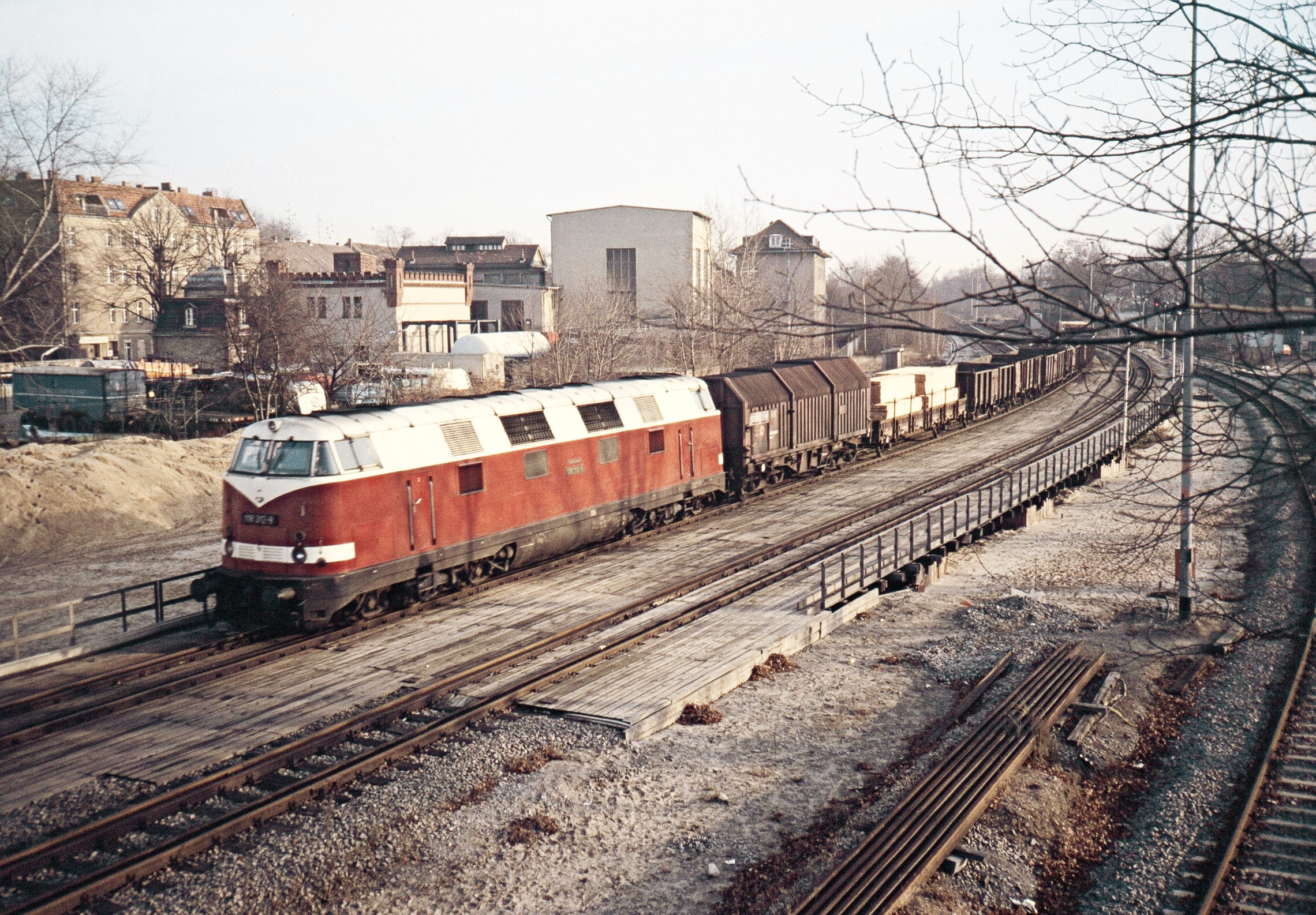
118 312 kurz vor dem in West-Berlin gelegenen Bahnhof Tegel auf der provisorischen Brücke über die Baustelle der Bundesautobahn 111, 1986

Bis zur Lieferung der sowjetischen Großdiesellokomotiven der Baureihe 132 wurden die V 180 überwiegend im Schnellzugverkehr eingesetzt. Dazu gehörte auch der Einsatz im Transitverkehr von West-Berlin in die Bundesrepublik. Regelmäßig wurde diese Baureihe in Plänen eingesetzt, für die sie eigentlich nicht konstruiert war, z. B. vor schweren Schnellzügen, die sonst durch Dampflokomotiven der Baureihen 01, 01.5, 03 und 03.10 bespannt waren. Die Serie 118.2–4 (.6–8) war universell einsetzbar, da sie bei einer Achslast von 15,6 Tonnen auch auf Nebenbahnen mit leichterem Oberbau eingesetzt werden konnte. Auch besitzt diese Unterbaureihe eine Steilstreckenzulassung. Durch den ausschließlichen Einsatz von Reisezugwagen mit elektrischer Energieversorgung mittels Zugsammelschiene statt der älteren Wagenbauarten mit Dampfheizung endete der Einsatz dieser Baureihe im Personenverkehr; ähnlich wie bei der Baureihe 110/112. Dazu kam, dass auf den meisten Steilstrecken der Verkehr eingestellt und die Fahrzeuge somit entbehrlich wurden. So schieden 1995 die letzten Exemplare der 228.2–4 bei der DB aus dem Betriebsdienst, einige Exemplare der 228.6–8 wurden noch bis zum 10. Juni 1998 erhalten.
Drei Lokomotiven, die 118 548, 550 und 552, waren dem Regierungszug der DDR zugewiesen. Die Loks waren im April 1990 zwischen Berlin-Wannsee und Potsdam Hbf im grenzüberschreitenden S-Bahn-Vorlaufverkehr im Einsatz. Die 118 552 ist die letzte betriebsfähige Lok der ITL und dort seit 2015 als 118 552 in altroter Farbgebung wieder im Einsatz. 118 548 und 550 wurden 1992 verkauft; letztere im Jahr 2003 in Neumark (Sachs) verschrottet. Am 28. Oktober 2000 hatte 118 548 in Haspelmoor einen schweren Unfall, sodass sie nicht mehr repariert werden konnte und später in Altenbeken ebenso verschrottet wurde.
Eine ganze Reihe Lokomotiven konnte an Privatbahnen verkauft werden, wo sie teilweise noch viele Jahre ihren Dienst leisteten. Allerdings setzte das Alter der Betriebszeit Grenzen, außerdem sind die Betriebskosten höher als bei einmotorigen Lokomotiven und die verschärften Abgasgrenzwerte machten Nachrüstungen erforderlich.
Noch 2005 wurden einige Loks bei der Mitteldeutschen Eisenbahn (MEG, eine 80%ige Tochter der DB Cargo Deutschland AG) auf den Strecken um Saalfeld/Saale und Bad Lobenstein eingesetzt, da bei anderen Baureihen wiederholt Schwierigkeiten auftraten. Die letzte bei der MEG betriebsfähige V 180 (MEG 206) wurde im April 2015 abgestellt und dem Eisenbahnmuseum in Wittenberge übergeben. Die anderen Loks der MEG sind abgestellt oder Leihgaben an Eisenbahnvereine. Einige andere Privatbahnen haben diese robuste Baureihe noch im Einsatz. Die 228 203 (Baujahr 1966, eine der ersten sechsachsigen Lokomotiven) hatte bis 1979 Glasfaserkanzeln, welche dann durch herkömmliche Frontpartien ersetzt wurden. Die Lok kam, nachdem sie zwei private Vorbesitzer hatte, 2009 zum Hafen Halle/Saale und 2020 zur Pressnitztalbahn.
Die sechsachsigen Leuna (jetzt InfraLeuna) 204 und 205 wurden an die ITB-Eisenbahngesellschaft verkauft. Davon ist die ehemalige InfraLeuna 205 betriebsfähig. Die meisten stammen aus dem DR-Betriebsmittelpark. So waren 2015 noch neun der noch vorhandenen 42 Maschinen betriebsfähig, 2018 waren es nur noch sechs.

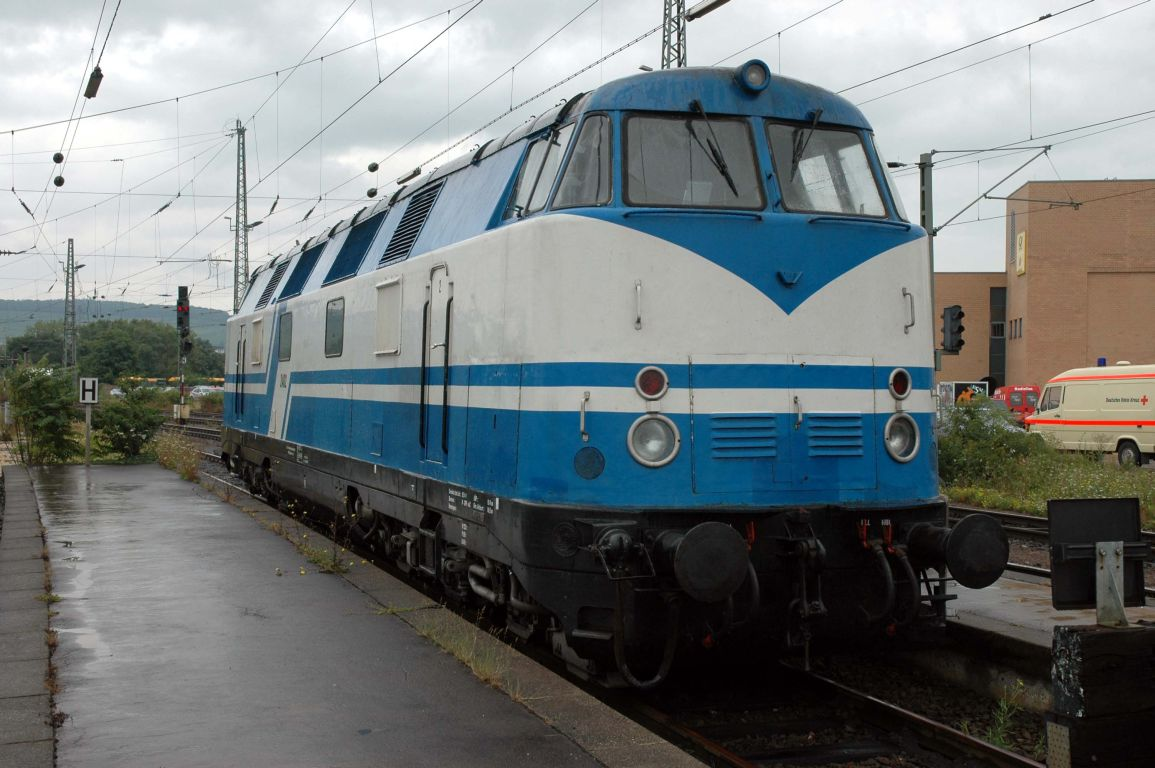
Ehemalige 228 757 im Einsatz bei einer Privatbahn (August 2005)
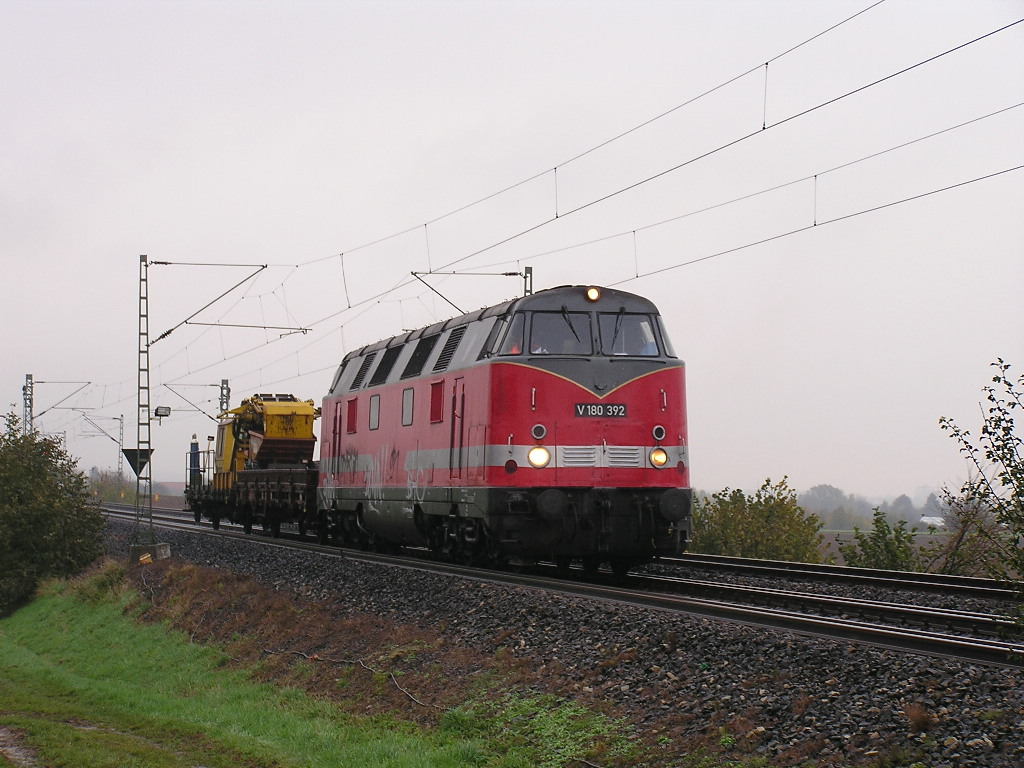
V 180 392 bei Gleisbauarbeiten (2006)
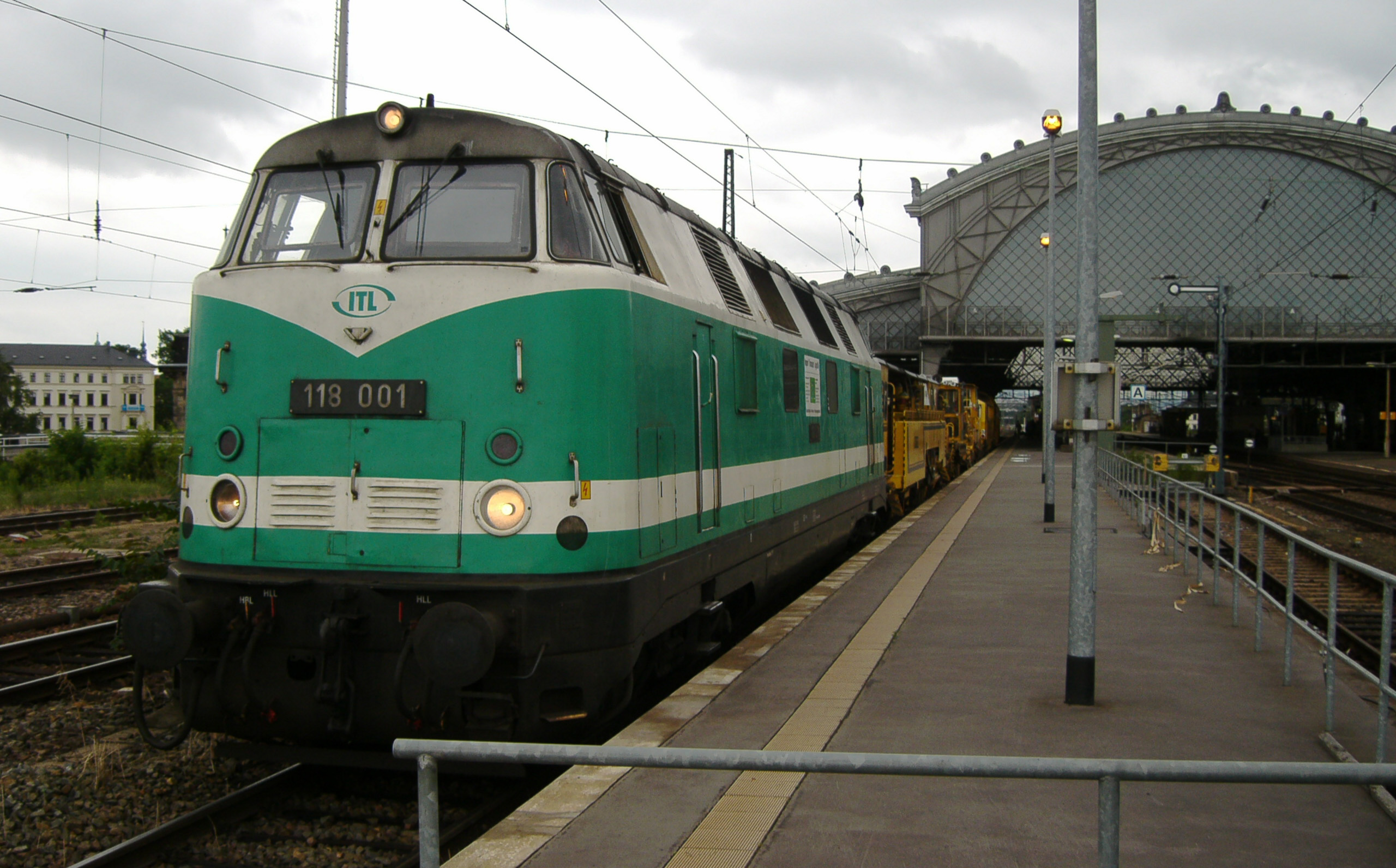
ITL 118 001 mit Gleisbauzug im Bahnhof Dresden-Neustadt
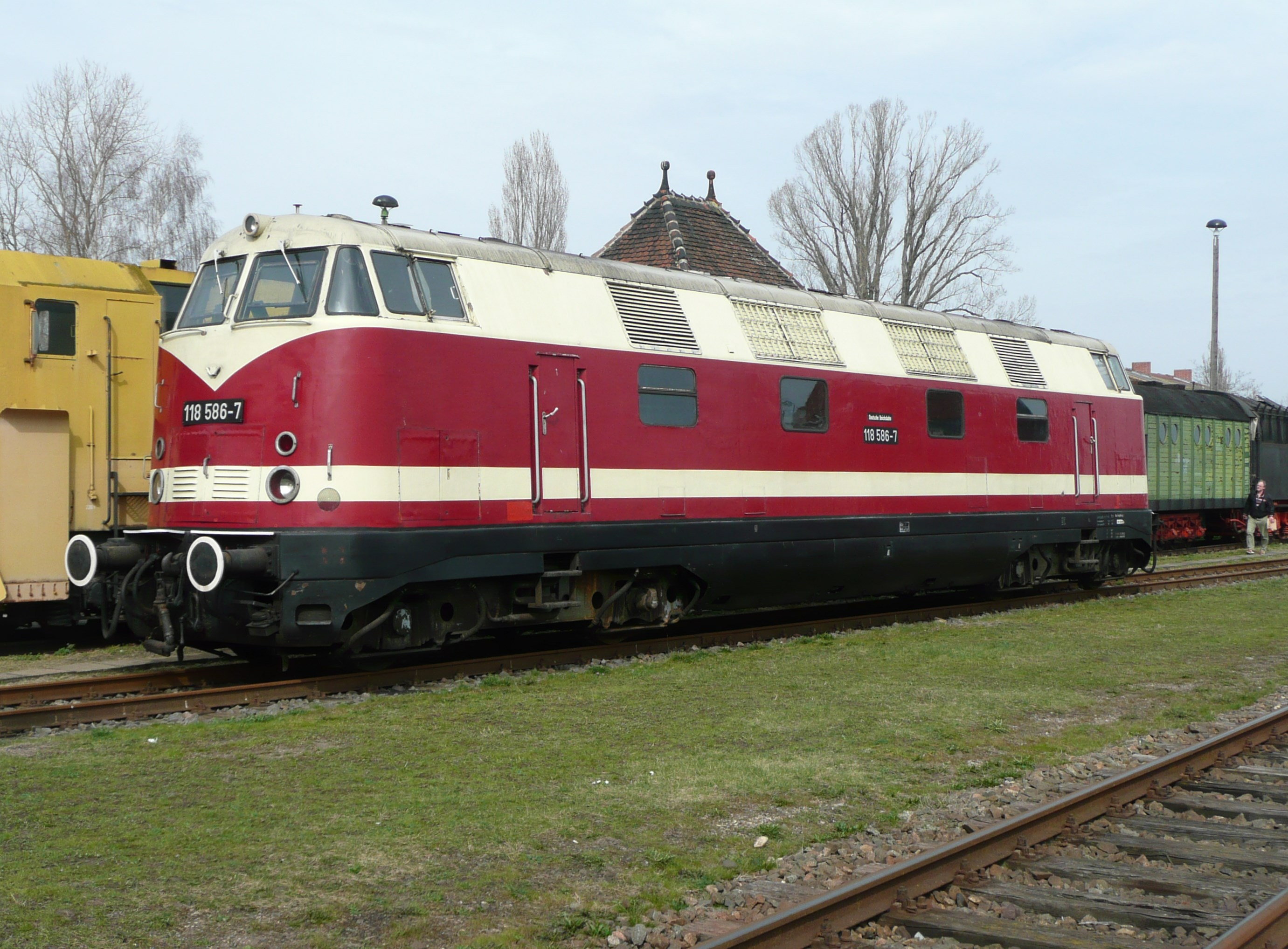
118 586 im Traditionsbetriebswerk Staßfurt
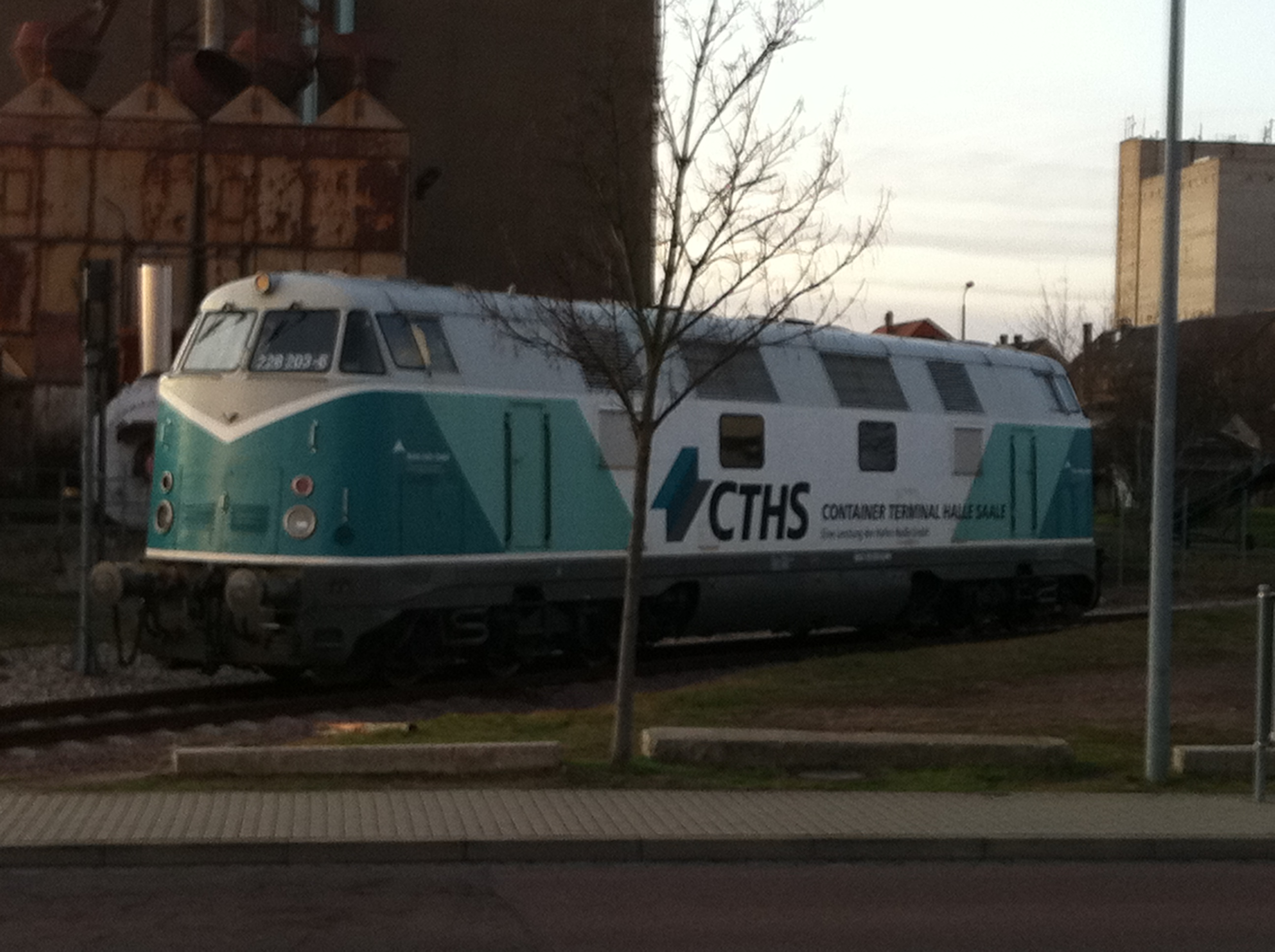
228 203 des Container-Terminals Halle (Saale) (CTHS) auf den Gleisen der Hafenbahn Halle-Trotha

## Erhaltene Maschinen
- 118 075: im Deutschen Technikmuseum Berlin, letzter Betriebszustand, weitgehend original
- 118 118: Museum Bw Schwerin

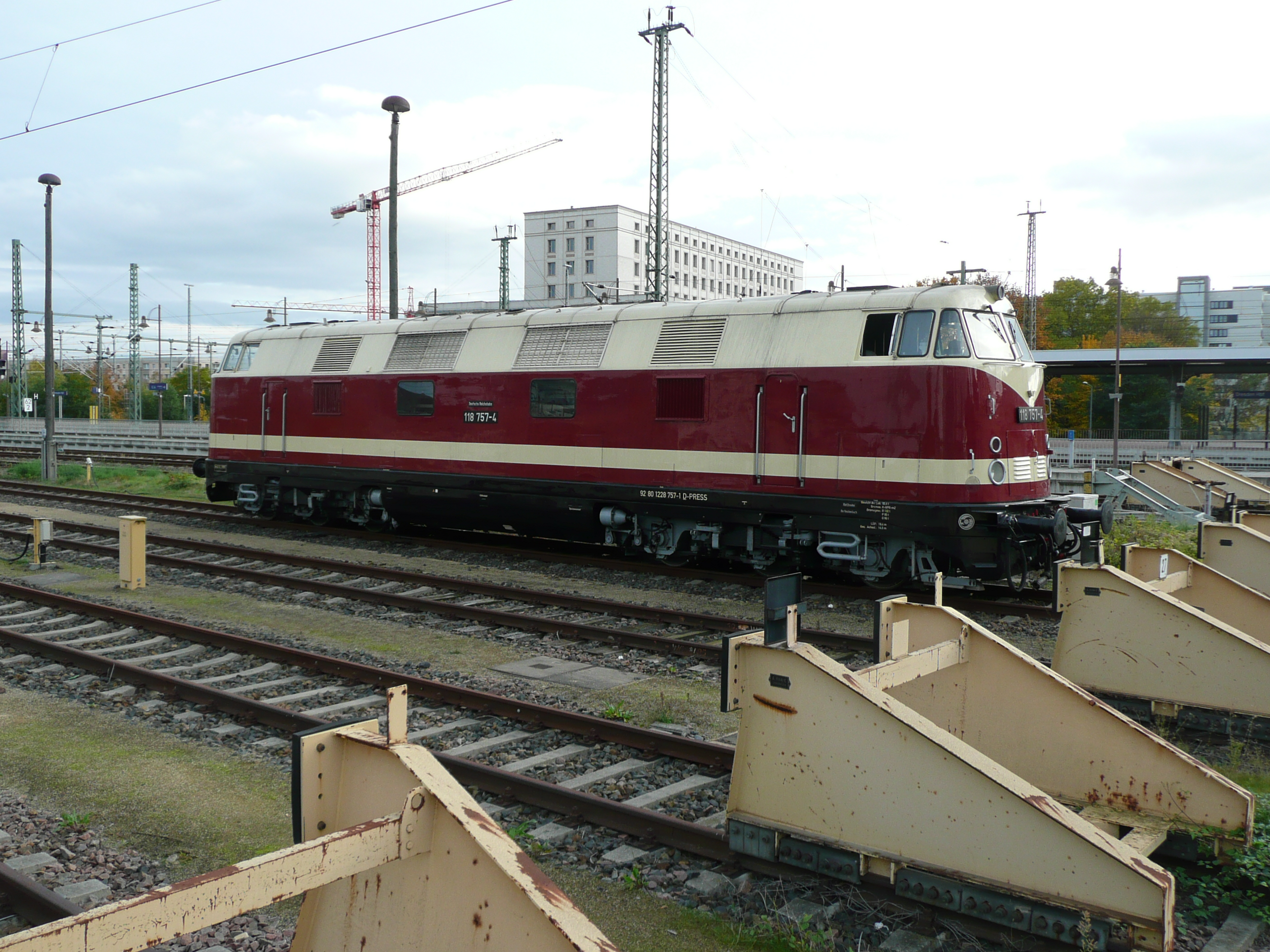
118 757 der PRESS, abgestellt in Dresden Hbf (2020)

- 118 119: Museum Bw Lutherstadt-Wittenberg, Privat
- 118 141: Museum Bw Chemnitz-Hilbersdorf
- 118 202: als V 240 001 Verkehrsmuseum Dresden
- 118 203: Eisenbahn-Bau- und Betriebsgesellschaft Pressnitztalbahn
- 118 256: Denkmal am Bahnhof Gadebusch
- 118 386 (ehemalige 208 der MEG): zu einem Drei-Zimmer-Hotel am Standort des ehemaligen Empfangsgebäudes von Wiesenburg (Wildenfels) umgebaut[11]
- 118 505: war als V 180 005 erste Serienlok, Museum Bw Arnstadt
- 118 578: Museum Bw Weimar
- 118 585: Eingang Betriebsgelände der ITL in Pirna
- 118 586: Museum Bw Staßfurt
- 118 617: Eisenbahnmuseum Tuttlingen
- 118 683: beim Verein Ostsächsische Eisenbahnfreunde e. V. als Leihgabe des DB-Museums Nürnberg (bis 2022)[12]
- 118 692: Historischer Lokschuppen Wittenberge
- 118 705: Museum Bw Lutherstadt-Wittenberg
- 118 719: Eisenbahn-Bau- und Betriebsgesellschaft Pressnitztalbahn
- 118 731: Museum Bw Weimar
- 118 757: Eisenbahn-Bau- und Betriebsgesellschaft Pressnitztalbahn
- 118 748: Historischer Lokschuppen Wittenberge
- 118 749: Museum Bw Arnstadt
- 118 770: Museum Bw Glauchau
- 118 776: Museum Bw Schwarzenberg
- 118 782: Museum Bw Chemnitz-Hilbersdorf
- 118 788: Museum Bw Weimar
- 118 791: Ostsächsische Eisenbahnfreunde e. V. im Maschinenhaus Löbau[13]
- 118 802: Museum Bw Leipzig Süd / DB Museum Halle (Saale)
- BUNA 201: InterTourex
- BUNA 202: InterTourex
- BUNA 203: InterTourex
- BUNA 204: Arbeitszuglokomotive bei der Wedler Franz Logistik